# Stazione di Renate-Veduggio
Stazione di Renate-Veduggio vasútállomás Olaszországban, Lombardia régióban, Renate településen.

## Vasútvonalak
Az állomást az alábbi vasútvonalak érintik:
- Monza–Molteno–Lecco-vasútvonal
- Renate–Romanò Fornaci railway

## Kapcsolódó állomások
A vasútállomáshoz az alábbi állomások vannak a legközelebb:
- Stazione di Cassago-Nibionno-Bulciago (Stazione di Molteno, Stazione di Lecco, Monza–Molteno-vasútvonal, S7)
- Stazione di Besana (Stazione di Monza, stazione di Milano Porta Garibaldi superficie, Monza–Molteno-vasútvonal, S7)
- Romanò Fornaci railway station (nincs, Renate–Romanò Fornaci railway)